# Tyrrhenoleuctra zavattarii
Tyrrhenoleuctra zavattarii är en bäcksländeart som först beskrevs av Giovanni Consiglio 1956.  Tyrrhenoleuctra zavattarii ingår i släktet Tyrrhenoleuctra och familjen smalbäcksländor. Inga underarter finns listade i Catalogue of Life.